# Olga Arosseva
Olga Arosseva (en russe : О́льга Алекса́ндровна Аро́сева), née le 21 décembre 1925 à Moscou et morte le 13 octobre 2013 dans l'oblast de Moscou, est une actrice  et animatrice de télévision soviétique, puis russe.

## Biographie
Le père de l'actrice, le diplomate Alexandre Arossev, est exécuté lors des grandes purges. Sa mère, Olga Goppen, issue de la noblesse polonaise, était secrétaire de Polina Jemtchoujina. Olga a deux sœurs, Natacha et Elena. 
Olga passe son enfance à Paris, Stockholm et Prague.
Elle entame les études à l'École nationale du cirque et de l'art de la scène (GUTSEI), puis, comme sa sœur Elena, intègre l’école de théâtre de la ville de Moscou. Pendant ses études, grâce au directeur de l’école Vladimir Gotovtsev, Olga Arosseva a joué plusieurs petits rôles au théâtre d'art de Moscou.
Elle n'a pas eu le temps de terminer l'école de théâtre, car en 1946, elle fut acceptée dans la troupe du théâtre de comédies de Léningrad sous la direction de Nikolaï Akimov, qui était en tournée à Moscou à cette époque. En 1950, après la destitution d'Akimov, elle quitte le théâtre, rentre à Moscou et devient actrice du théâtre de la Satire, où elle travaille jusqu'à la fin de sa vie, avec interruption en 1969-1971, lorsqu'elle se produit au théâtre sur Malaïa Bronnaïa.
Morte le 13 octobre 2013 des suites d'une longue  maladie, l'artiste est inhumée au cimetière Golovinskoïe.

## Filmographie partielle
- 1957 : Jeune fille sans adresse (Девушка без адреса) d'Eldar Riazanov : voisine
- 1966 : Dans la ville de S (В городе С) de Iossif Kheifitz : Maria Tchekhova
- 1966 : Attention, automobile (Берегись автомобиля) d'Eldar Riazanov : Liouba
- 1973 : Les Incroyables Aventures d'Italiens en Russie (Невероятные приключения итальянцев в России) d'Eldar Riazanov : mère d'Andreï Vassiliev
- 1991 : La Comtesse (Графиня, Grafinia) de Dmitri Chinkarenko : Marfa Alexeïevna

## Récompenses
- ordre de l'Honneur (1995)
- Ordre du Mérite pour la Patrie de 4e classe (2000)
- Ordre du Mérite pour la Patrie de 3e classe (2010)